# Рейнланд-Пфалц
Рейнланд-Пфалц (на немски: Rheinland-Pfalz) е една от шестнадесетте федерални провинции на Германия. Столица на федералната провинция е Майнц.

## География
Рейнланд-Пфалц граничи (от север по посока на часовниковата стрелка) със Северен Рейн-Вестфалия, Хесен, Баден-Вюртемберг, Франция, Саарланд, Люксембург и Белгия.
Заема площ от 19 854 km² и има население от 4 004 000 жители. Гъстотата на населението е 202 души/km² (2010). 
Главната артерия на провинцията е река Рейн, която формира югоизточната граница с Баден-Вюртемберг и Хесен, преди да премине в северната част на Пфалц. Долината на Рейн е обкръжена с планински вериги и образува прекрасна околност с някои от най-хубавите места в Германия.
Най-високата точка на провинцията е Ербескопф (Erbeskopf) с височина 816 m.

## Административно деление
Рейнланд-Пфалц е разделен на 24 окръга:

| 1. Арвайлер 2. Алтенкирхен 3. Алцай-Вормс 4. Бад Дюркхайм 5. Бад-Кройцнах 6. Бернкастел-Витлих 7. Биркенфелд 8. Кохем-Цел | 1. Донерсберг 2. Битбург-Прюм 3. Гермерсхайм 4. Кайзерслаутерн 5. Кузел 6. Майнц-Бинген 7. Майер-Кобленц 8. Ньойвид | 1. Рейн-Хунсрюк 2. Рейн-Лан 3. Рейн-Пфалц-Крайс 4. Зюдлише Вайнщрасе 5. Зюдвестпфалц 6. Трир-Саарбург 7. Вулканайфел 8. Вестервалдкрайс |

Има и 12 самостоятелни града:
1. Франкентал (F)
2. Кайзерслаутерн (Ka)
3. Кобленц (Ko)
4. Ландау (La)
5. Лудвигсхафен (L)
6. Майнц (M)
7. Нойщат ан дер Вайнщрасе (N)
8. Пирмазенс (P)
9. Шпайер (S)
10. Трир (T)
11. Вормс (W)
12. Цвайбрюкен (Z)